# Al Jardine
Alan Charles "Al" Jardine (nascut el 3 de setembre de 1942) és un guitarrista, cantant i compositor estatunidenc. És conegut sobretot per ser membre fundador del grup de rock The Beach Boys, entre 1961 i 1962, un altre cop entre 1963 i 1998, i finalment el 2012. Jardine va gravar vint-i-cinc discos d'estudi amb els Beach Boys i fou la veu principal en algunes cançons, com "Help Me, Rhonda", "Then I Kissed Her", "I Know There's an Answer" i "Lady Lynda". El 2010, Jardine va publicar el seu primer disc en solitari, A Postcard from California.

## Primers anys
Alan Charles Jardine va néixer a Lima, Ohio. La seva família va canviar de casa i va anar a viure a San Francisco, i després a Hawthorne, Califòrnia. A l'institut de Hawthorne, Jardine va conèixer Brian Wilson a l'equip de futbol americà, i va veure com Brian i Carl cantaven en una funció escolar. Va anar a la universitat amb Brian, i allà van tenir la idea de formar un grup tot treballant conjuntament harmonies a l'aula de música. L'interès musical principal de Jardine era la música folk, i per això va aprendre a tocar el banjo i la guitarra. Quan es van formar els Beach Boys a can Wilson, Jardine va provar d'inclinar-los cap al folk, però els altres van decidir rock 'n' roll. Podia tocar molts instruments de corda, i va fer el baix a la primera gravació dels Beach Boys, "Surfin'". Després de plegar breument del grup a principis de 1962, va començar a treballar a la indústria de l'aire a Los Angeles. Es diu que el va substituir David Marks, però els dos guitarristes van treballar més o menys al mateix temps amb els primitius Beach Boys i la confusió prové del fet que Jardine plegués temporalment del grup. L'estiu de 1963 va tornar definitivament als Beach boys a petició de Wilson. Al i Marks van treballar junts al grup fins a octubre de 1963, quan Marks va deixar els Beach Boys després d'un incident amb el mànager del grup i pare dels Wilson, Murry Wilson.

## Amb els Beach Boys i el grup de Brian Wilson
Jardine és la guitarra rítmica del grup i fa les veus de tons mitjans. Va fer la veu principal per primer cop a "Christmas Day", dels disc de Nadal de 1964 dels Beach Boys, i poc després va fer "Help Me, Rhonda" que va arribar al número u. A partir de llavors va fer sovint la veu principal -sola o compartida- en diferents cançons.
A partir del disc Friends, Jardine va començar a escriure o col·laborar en composicions per als Beach Boys, d'estils variats. Lady Linda, la cançó que li va dedicar a la seva primera dona l'any 1978 va tenir un èxit considerable fora dels Estats Units, arribant al Top Ten al Regne Unit. Després de divorciar-se, li va canviar el títol per "Lady Liberty", en honor de l'Estàtua de la Llibertat.
A partir del disc Surf's Up, Al es va implicar juntament amb Carl Wilson en tasques de producció per als Beach Boys.
Jardine va ser el promotor de la gravació per part dels Beach Boys d'una versió de l'èxit de The Mamas and the Papas, "California Dreamin'". La cançó va suposar un gran èxit per al grup, arribant al número 8 de la llista d'"adult contemporani" l'any 1986. El vídeo de la cançó es va veure molt a MTV. Hi sortien tots els Beach Boys vius i dos dels tres membres supervivents de the Mamas and the Papas, John Phillips i Michelle Phillips (Denny Doherty no va voler), juntament amb l'ex-guitarra dels Byrds Roger McGuinn.
A principis dels anys 90, mentre es prenien mesures legals per alliberar Brian Wilson del control del seu metge, Eugene Landy, els Beach Boys es van esforçar per mantenir la unitat a les gravacions, i van treballar en el disc Summer in Paradise, concebut per Mike Love, sobre l'ecologisme. Es va publicar el desembre de 1992, i Jardine hi fa veus principals destacades en dues cançons.
Després de la mort de Carl Wilson el 1998, Jardine va deixar de fer gires amb els Beach Boys, deixant Love com a únic membre original del grup als concerts en directe. El 16 de desembre de 2011, es va anunciar que Brian Wilson, Mike Love, Al Jardine, Bruce Johnston i David Marks es reunirien per fer un nou disc dels Beach Boys i farien la gira del cinquantè aniversari el 2012. La reunificació va començar amb una actuació a la festa dels premis Grammy el febrer de 2012. El nou disc That's Why God Made the Radio es va publicar el 4 de juny de 2012. La veu de Jardine destaca especialment a les cançons "Spring Vacation" i "From There to Back Again" d'aquest disc.
A la fi de l'any 2012, es va anunciar que Jardine, Wilson i Marks deixarien d'actuar amb el grup. Love va recuperar la formació anterior a la gira d'aniversari, amb Love mateix com a únic membre original (Bruce Johnston s'hi va afegir el 1965). Després, es va anunciar que Jardine apareixeria amb Marks, Wilson i el seu grup en una curta gira d'estiu el 2013. El 2015, Jardine i Marks van fer veus per al disc en solitari de Brian Wilson (publicat l'abril de 2015) i els dos havien de participar en la gira d'estiu.

## Carrera en solitari
Jardine va plegar de les gires dels Beach Boys l'any 1998 després de la mort de Carl Wilson, però va continuar sent soci de l'empresa dels Beach Boys, Brother Records. Els anys 70, va deixar la zona de Los Angeles on havia viscut des de jove, i va anar a viure a Big Sur, a la costa central californiana, on es va dedicar a la cria de cavalls de raça àrab i va estudiar la protecció del medi ambient. Les seves cançons sovint tenen temàtiques socials o ecològiques.
En acabar-se els anys 90, Jardine va fer gires i discos liderant el grup Endless Summer Band, una formació que consistia en diversos músics que havien fet gires amb els Beach Boys, com Billy Hinsche, Ed Carter, Bobby Figueroa, i els fills de Jardine, Matt i Adam. El 2001, el grup de Jardine va publicar el disc Live in Las Vegas, amb algunes cançons dels Beach Boys com "Wild Honey", que poques vegades s'havien tocat en directe. A la tardor de 2006, Jardine va unir-se al grup de Brian Wilson per fer una curta gira de celebració del quarantè aniversari de Pet Sounds.
El març de 2008, Jardine va pactar un acord extrajudicial en un plet que li havien posat Mike Love i els hereus de Carl Wilson per l'ús del nom "Beach Boys". Love tenia la llicència del nom dels Beach Boys i es va determinar que el nou grup de Jardine, anomenat Beach Boys Family & Friends (on participaven els seus fills Matt i Adam Jardine, les filles de Brian Wilson, Carnie i Wendy, Daryl Dragon, Billy Hinsche, i d'altres), era una violació dels seus drets.
Jardine va publicar A Postcard from California, el seu debut en solitari, el juny de 2010 (es va tornar a editar amb dues cançons addicionals el 3 d'abril de 2012). Al disc hi ha contribucions d'altres membres dels Beach Boys, com Brian Wilson, Carl Wilson (una cançó pòstuma), Bruce Johnston, David Marks, i Mike Love. També hi fan col·laboracions Glen Campbell, Neil Young, Steve Miller, i Flea. En un tros parlat hi col·labora l'actor Alec Baldwin.

## Llibre
Jardine ha escrit un llibre, Sloop John B: A Pirate's Tale, il·lustrat per Jimmy Pickering (2005). És una llibre per a nens que explica l'aventura d'un noi al Carib amb el seu avi, inspirat en la lletra popular original de la cançó "Sloop John B". Inclou un CD amb una gravació acústica de Jardine mateix.

## Discografia
- membre del grup en tota la discografia dels Beach Boys, excepte només Surfin' USA (1963) durant el breu intent de Jardine de treballar fora de la música

| Any  | Detalls del disc |
| ---- | --- |
| 2001 | Live in Las Vegas - Publicat: 2001 - Cançons: Dance, Dance, Dance; Do You Wanna Dance; Catch a Wave; Hawaii; Do It Again; Darlin'; Wild Honey; Come Go With Me; Surfer Girl; Don't Worry, Baby; Shut Down; Little Deuce Coupe; I Get Around; In My Room; Girl Don't Tell Me; Break Away; Sail On Sailor; God Only Knows; Sloop John B; Wouldn't It Be Nice; Good Vibrations; Heroes & Villains; Help Me, Rhonda; Surfin' USA; Barbara Ann; Fun, Fun, Fun; California Energy Blues |
| 2010 | A Postcard from California - Publicat digitalment, i en disc sota demanda: 29 de juny de 2010 - Cançons: A Postcard from California; California Feelin'; Looking Down the Coast; Don't Fight the Sea; Tide Pool Interlude; Campfire Scene; A California Saga; Help Me, Rhonda; San Simeon; Drivin': Honkin' Down the Highway; And I Always Will |

### Senzills
| Data de publicació | Títol                                                      | Discogràfica | Posició en llistes      |
| Desembre de 2002   | "PT Cruiser"/"PT Cruiser" (a capella)/"PT Cruiser" (track) | CQ           | no va entrar en llistes |
| 16 d'abril de 2011 | "Don't Fight The Sea"/"Friends" (a capella)                | Capitol      | no va entrar en llistes |